# 阿里山神社
23°31′02″N 120°48′32″E / 23.517202°N 120.808807°E
阿里山神社為台灣日治時期位於阿里山神木萬歲檜旁的神社，設立於1919年。現址為嘉義縣阿里山鄉阿里山國家森林遊樂區的博愛亭。

## 介紹
阿里山神社位於日治時期臺灣八景十二勝的阿里山上，其同時也是台灣的重要林場。神社海拔2,182公尺，為奮起湖以東一帶居民的信仰中心。神社社殿於1918年11月動工，1919年2月15日竣工，1919年4月25日鎮座落成，設有本殿、拜殿、手水舍、第一鳥居、第二鳥居，鳥居為神明造，祭神為北白川宮能久親王、開拓三神（大國魂命、大己貴命、少彥名命）、大山祇命（山神）、火具津智命（火神），彌都波能賣神（水神）、科津彥命（風神），御靈代皆為直徑3寸的神鏡，例祭日為4月25日（春季例祭）和11月31日（秋季大祭）。由於臺灣總督府於1923年規定社格為縣社以下之神社須有本殿、拜殿、社務所等設施及50人以上的連署設立；阿里山神社於是與此規定牴觸，不能使用神社之名號，且當時無社務所。故後來於1925年5月，由上野忠貞、杉原龜之進、安保要助、田村綠郎、山戶元之助等73人向臺灣總督府申請設立阿里山神社，社格為無格社。阿里山神社旁的紅檜神木當時數高40公尺，樹圍11公尺，樹齡約1,700年，朝香宮鳩彥王於1927年11月蒞臨時，將其命名為「萬歲檜」。另外，阿里山神社鎮座的同年，於阿里山神社西側設有曹洞宗阿里山寺（今阿里山慈雲寺）。

二戰後，阿里山神社被拆除改建博愛亭，神社前廣場仍保留原神社之中軸線，及部分當時栽種之板栗樹。

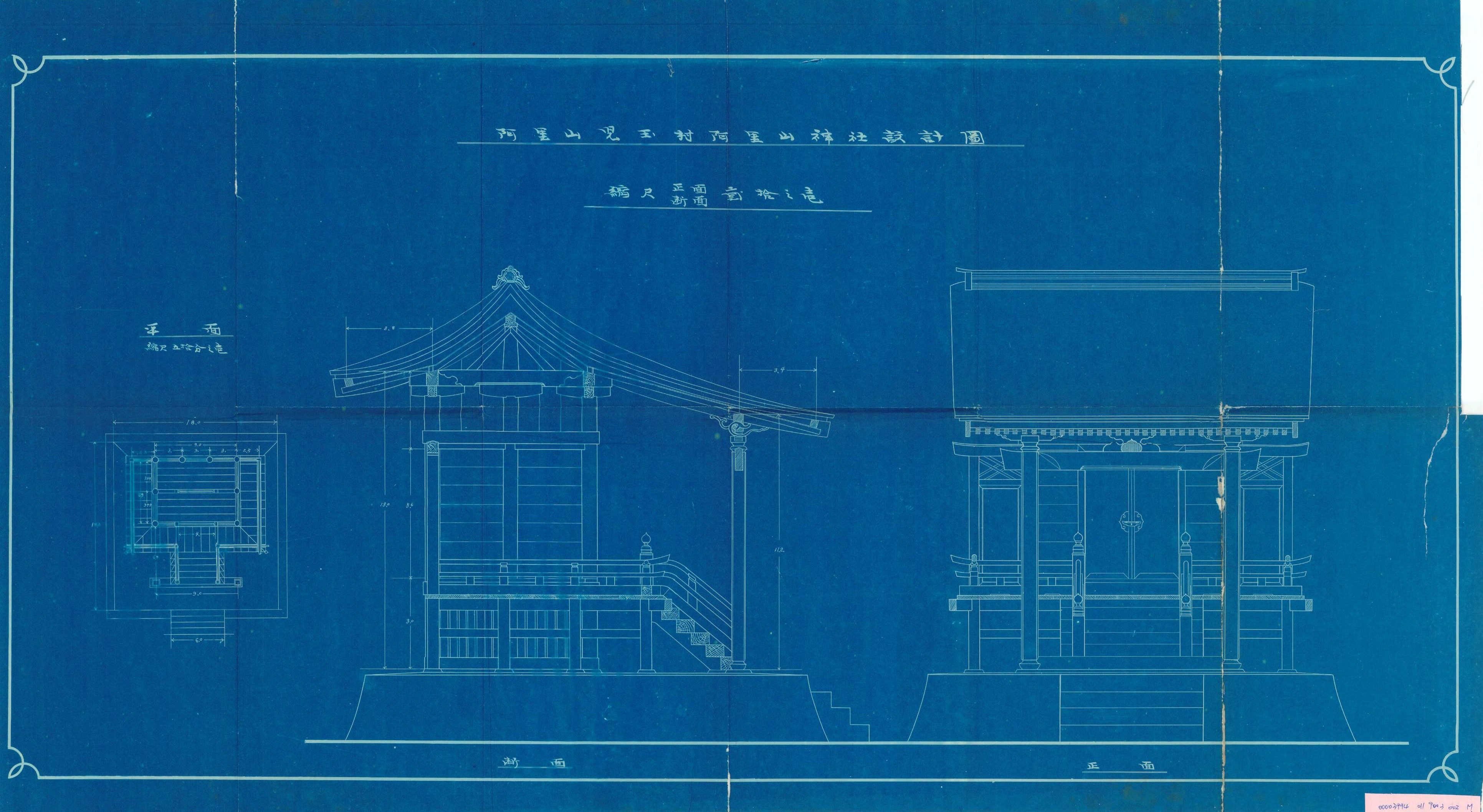
阿里山神社本殿設計圖
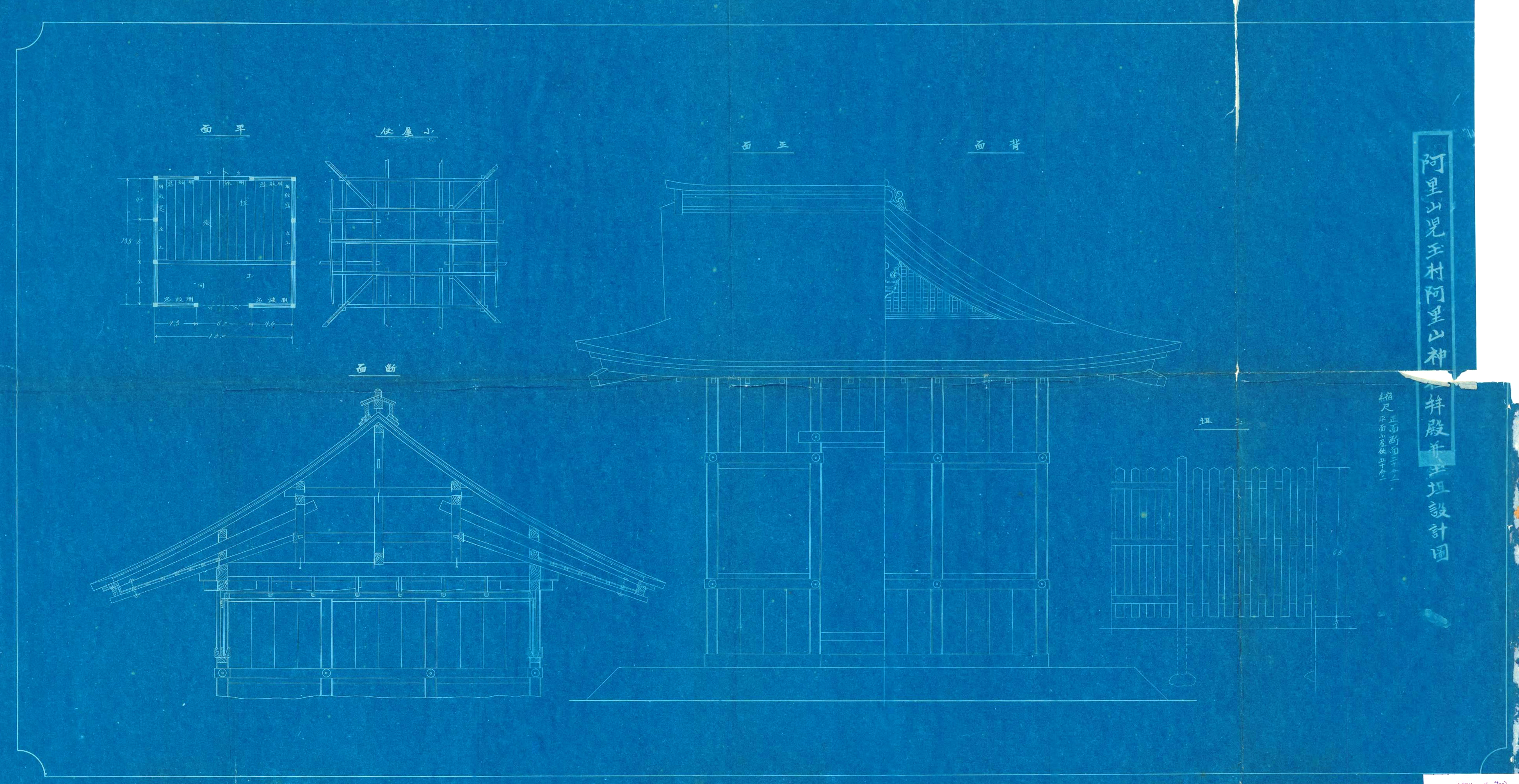
阿里山神社拜殿設計圖
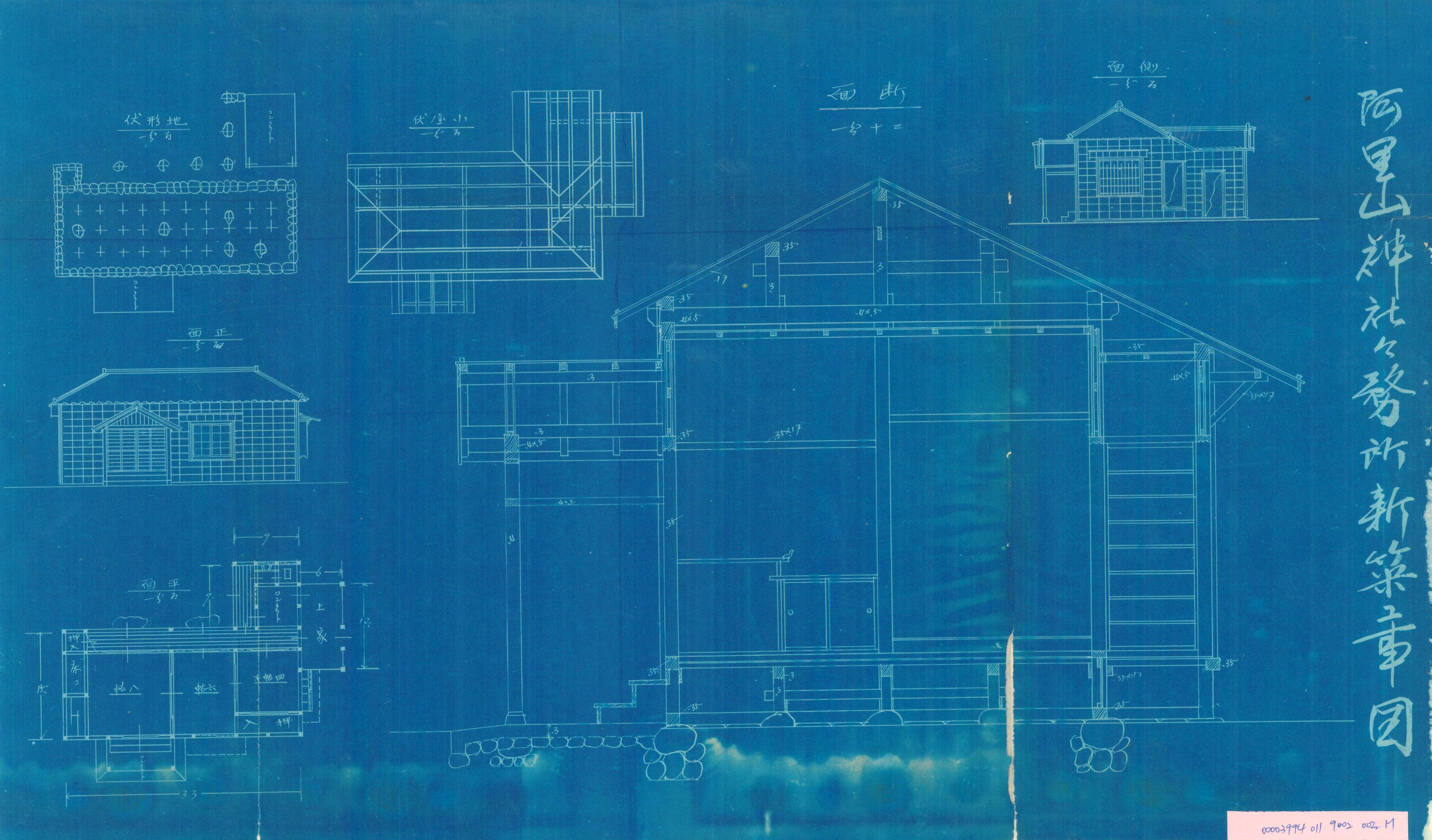
阿里山神社事務所設計圖
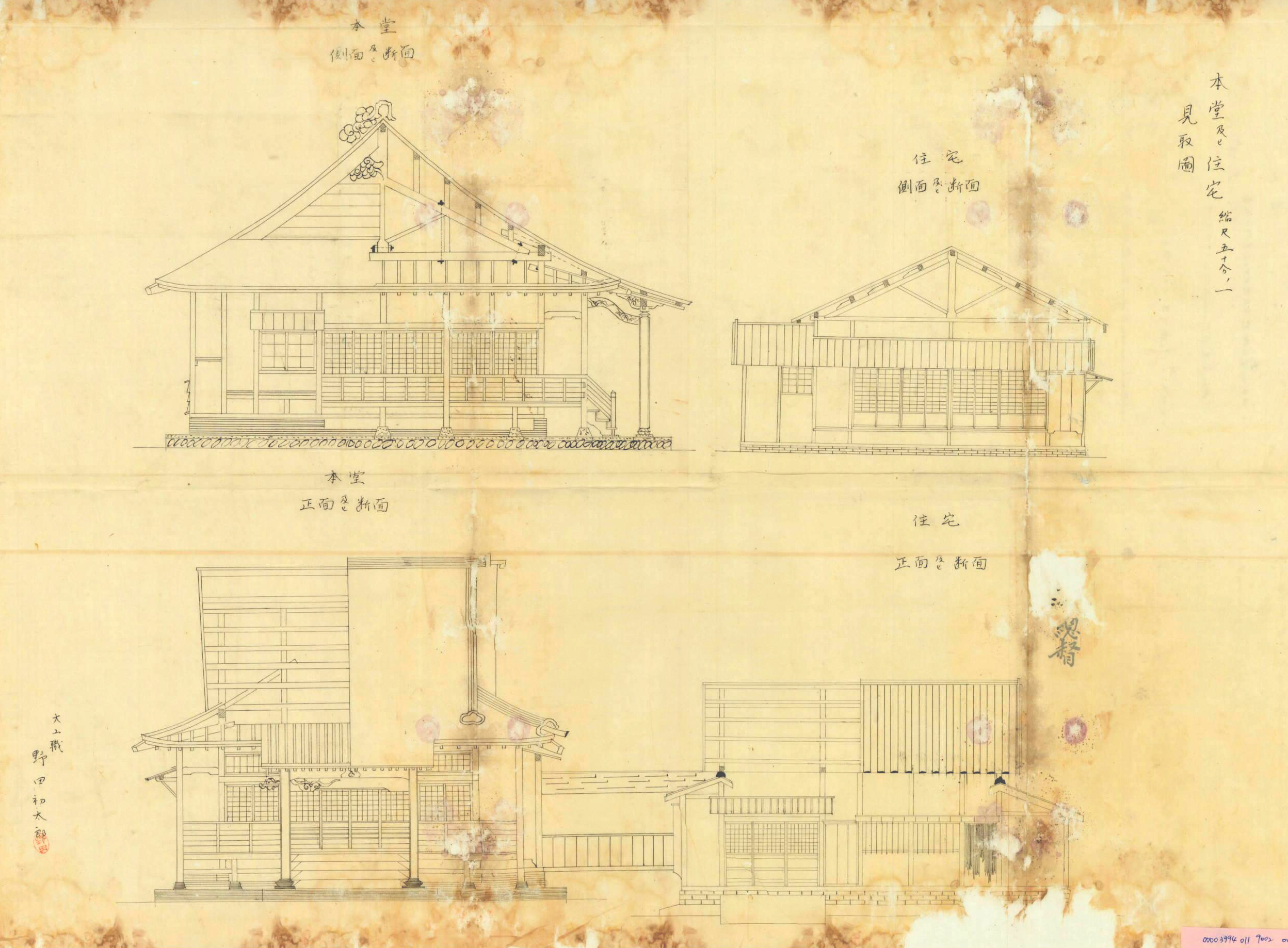
阿里山神社本堂及住宅
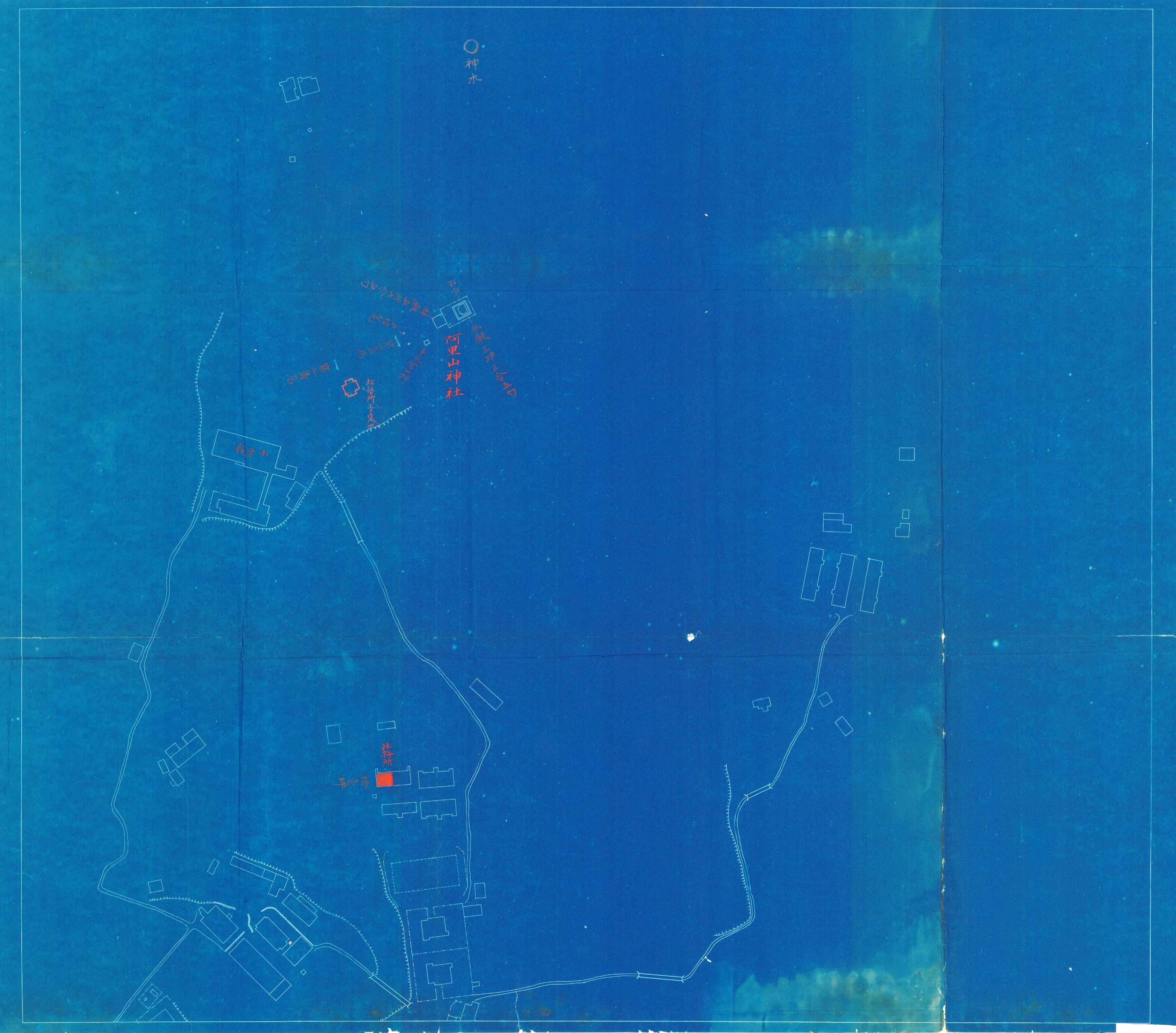
阿里山神社位置圖